# Fu Jia
En aquest nom xinès, el cognom és Fu.
Fu Jia (209 - 255 EC), nom estilitzat, va ser un oficial administratiu de Cao Wei durant el període dels Tres Regnes de la història xinesa. Una vegada Fu Jia va aconsellar a Sima Shi que no era l'hora d'envair Shu Han perquè Sun Quan de Wu Oriental acabava de morir. Després de la revolta de Guan Jian Qiu, Fu Jia va acompanyar a Sima Shi i va exercir d'assessor tàctic.